# Lumbricillus antarcticus
Lumbricillus antarcticus is een ringworm uit de familie van de Enchytraeidae. De wetenschappelijke naam van de soort is voor het eerst geldig gepubliceerd in 1932 door Stephenson.